# Lanceopenna pentastigma
Lanceopenna pentastigma är en fjärilsart som beskrevs av Antonius Johannes Theodorus Janse 1960. Lanceopenna pentastigma ingår i släktet Lanceopenna och familjen stävmalar. Inga underarter finns listade i Catalogue of Life.